# Oděská oblast
Oděská oblast (ukrajinsky Одеська область, Odeska oblasť; též Одещина / Odeščyna) je největší z 24 formálně samosprávných oblastí Ukrajiny. Rozkládá se v jihozápadní části země mezi Moldavskem (Podněstřím), Černým mořem a Mykolajivskou oblastí. Na severu dále sousedí s Vinnyckou a Kirovohradskou oblastí. V současné době zde žije zhruba 2 400 000 lidí mnoha národností. Sídlem správy je přístavní město Oděsa.

## Historie
Území bylo ve starověku osídleno Skyty a na pobřeží vznikaly řecké kolonie. V 6. století se zde usídlili Slované. V novověku se oblast stala předmětem válek mezi Osmanskou říší a ruským impériem. Koncem 18. století, kdy byla osidlována tzv. Nová Rus, byla založena i Oděsa. Oblast byla od roku 1802 součástí provincie Novorossijsk a od roku 1803 byla součástí provincie Cherson. Část území byla připojená k Ruské říši v důsledku rusko-turecké války v letech 1806-1812. Oděsská oblast byla součástí Besarábské oblasti, která měla od roku 1818 autonomní postavení. V meziválečném dvacetiletí patřila oblast Budžaku k tzv. Velkému Rumunsku.
Oděská oblast pak byla znovu ustavena 27. února 1932 jako součást Ukrajinské SSR v rámci Sovětského svazu. Tehdy pod ni spadala i města Zinovjevsk, Mykolajiv a Cherson; ta se postupně stala centry nových oblastí. V roce 1940, kdy Sovětský svaz obsadil Besarábii a zřídil zde Moldavskou SSR, byla k Oděské oblasti připojena většina rušené Moldavské ASSR (okolí měst Podilsk a Balta). Roku 1956 – po zrušení Izmajilské oblasti (1940–1956) – byl připojen také Budžak.
Koncem května 2015 sesadil ukrajinský prezident Petro Porošenko dosavadního guvernéra Oděské oblasti z jeho funkce a nahradil jej Michailem Saakašvilim, bývalým prezidentem Gruzie, nyní občanem Ukrajiny. Saakašvili měl mít za úkol mj. boj proti korupci. Již 7. listopadu 2016 však Saakašvili ze své funkce guvernéra odstoupil.

## Oblastní symboly

### Vlajka
Vlajka Oděské oblasti je tvořena listem o poměru stran 2:3 se třemi svislými pruhy – žlutým, modrým a bílým. Uprostřed prostředního, modrého pruhu je umístěn štít oblastního znaku.

## Geografie
Geograficky lze oblast rozčlenit na dvě části: severní část území se od Oděsy a Dněstru zvedá k Podolí a je spíše pahorkatinného rázu, zatímco jižní část, tedy území okolo Oděsy a mezi ústími Dněstru a Dunaje a Černým mořem je rovinaté; zde se nacházejí jezera Sasyk, Kahul a Jalpuh. Černomořské pobřeží je z velké části lemováno limany a písečnými kosami.

## Obyvatelstvo a města

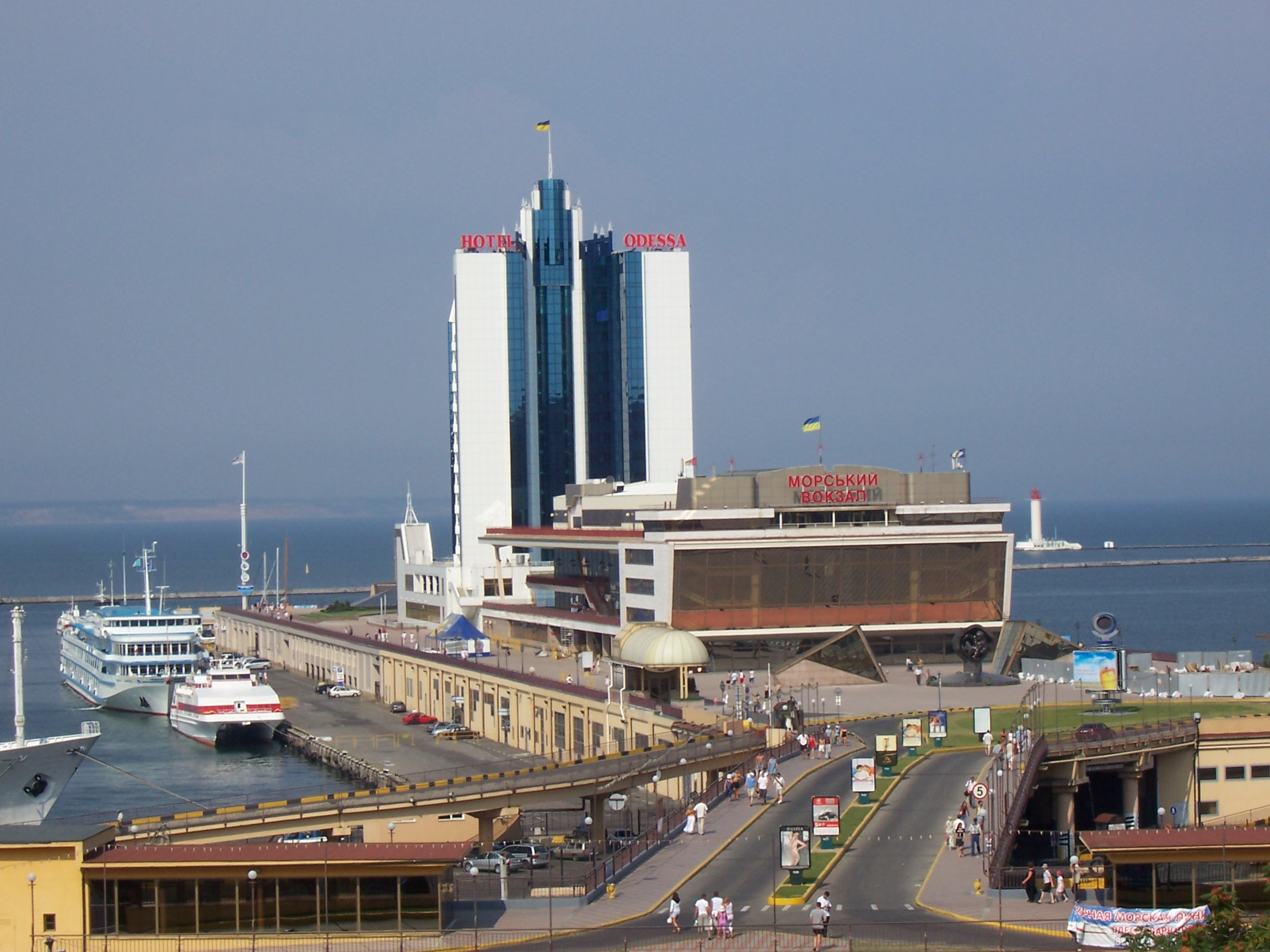
Přístav v Oděse a stejnojmenný hotel

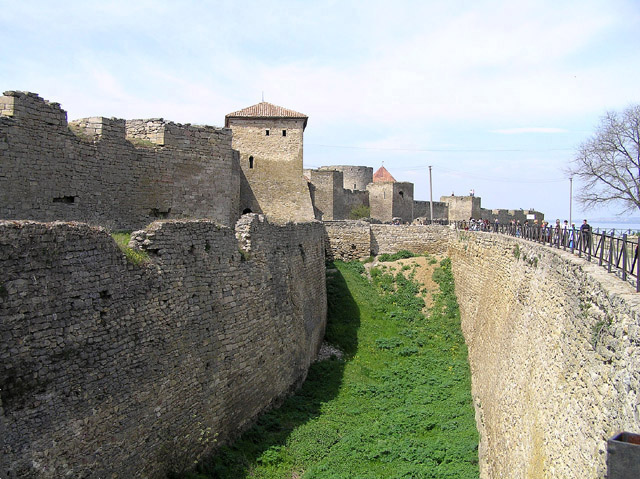
Pevnost Akkerman (Bilhorod-Dnistrovskyj)

K 1. lednu 2022 žilo v oblasti 2 351 392 obyvatel. Oblast patří mezi nejlidnatější regiony Ukrajiny.
Oblast se vyznačuje střední mírou urbanizace: v roce 2022 žilo 1 581,5 tisíc obyvatel čili 67,3 % celkového obyvatelstva ve městech, na venkově žilo 769,9 tisíc lidí (32,7 % všech obyvatel).
Počet obyvatel v oblasti postupně klesá. Tabulka níže představuje populační vývoj oblasti.
| 1990      | 1991      | 1995      | 2000      | 2005      | 2010      | 2015      | 2020      | 2022      |
| --------- | --------- | --------- | --------- | --------- | --------- | --------- | --------- | --------- |
| 2 638 200 | 2 635 300 | 2 606 500 | 2 510 400 | 2 415 700 | 2 391 000 | 2 396 400 | 2 377 200 | 2 351 392 |

Za rok 2021 se narodilo 19 280 živě narozených dětí, zemřelo však 42 422 lidí, z nichž 137 byly děti ve věku do jednoho roku. Na 100 zemřelých připadalo jen 45 živě narozených. Celkový úbytek obyvatel byl 16 715 lidí. Míra kojenecké úmrtnosti tehdy činila 7,1 ‰.
Oděská oblast má velmi pestré národnostní složení. Sčítání lidu v roce 2001 přineslo následující výsledky:
Ukrajinci 62,8 % (1 542 000); Rusové 20,7 % (508 500); Bulhaři 6,1 % (150 700); Moldavané/Rumuni 5 % (123 800); Gagauzové 1,1% (27 600); Židé 0,6 % (13 400); Bělorusové 0,5 % (12 800); celkem 133 národností. V roce 1989 tvořili Ukrajinci 54,6 % obyvatel a Rusové 27,4 %. Pokles podílů Židů, kteří se ještě v roce 1970 podíleli na obyvatelstvu oblasti se 4,9 %, je znatelný a bývá uváděn do spojitosti s jejich emigrací do Izraele a jiných zemí.
Rozdělení obyvatelstva podle používaného jazyka se liší od sčítání podle udané národnosti. V roce 2001 používalo ukrajinštinu jako první jazyk 46,3 % obyvatel (nárůst o 5 % od r. 1989), ruštinu pak 41,9 % (pokles o 5 % za stejné období).

### Přehled měst
Města oblastního významu jsou vyznačena tučně.
| Město                 | Ukrajinský název       | Ruský název           | Rumunský název | Počet obyvatel k 1. lednu. 2022 |
| --------------------- | ---------------------- | --------------------- | -------------- | ------------------------------- |
| Oděsa                 | Одеса                  | Одесса                | Оdesa          | 1 010 537                       |
| Izmajil               | Ізмаïл                 | Измаил                | Izmail         | 69 932                          |
| Čornomorsk            | Чорноморськ            | черноморск            | Ciornomorsk    | 57 983                          |
| Bilhorod-Dnistrovskyj | Білгород-Дністровський | Белгород-Днестровский | Cetatea Albă   | 47 727                          |
| Podilsk               | Подільськ              | Подольск              | Bârzu          | 39 220                          |
| Južne                 | Южне                   | Южное                 | -              | 32 677                          |
| Kilija                | Кілія                  | Килия                 | Chilia Nouă    | 18 745                          |
| Balta                 | Балта                  | Балта                 | Balta          | 17 854                          |
| Reni                  | Рені                   | Рени                  | Reni           | 17 736                          |
| Rozdilna              | Роздільна              | Раздельная            | -              | 17 441                          |
| Bolhrad               | Болград                | Болград               | Bolgrad        | 14 818                          |
| Arcyz                 | Арциз                  | Арциз                 | Arciz          | 14 355                          |
| Biljajivka            | Біляïвка               | Беляевка              | -              | 12 355                          |
| Velykodolynske        | Великодолинське        | Великодолинское       | Dolina Mare    | 14 012                          |
| Ovidiopol             | Овідіополь             | Овидиополь            | Оvidiopol      | 11 407                          |
| Tatarbunary           | Татарбунари            | Татарбунары           | Таtarbunar     | 10 836                          |
| Teplodar              | Теплодар               | Теплодар              | -              | 9 958                           |
| Berezivka             | Березівка              | Березовка             | Berezovca      | 9 428                           |
| Ljubašivka            | Любашівка              | Любашевка             | -              | 8 729                           |
| Kodyma                | Кодима                 | Кодыма                | Codâma         | 8 404                           |
| Anaňjiv               | Ананьïв                | Ананьев               | Nani           | 7 626                           |